# Igreja de Nossa Senhora do Pilar (Recife)
A Igreja de Nossa Senhora do Pilar, situada na Praça Nossa Senhora do Pilar, no bairro do Recife, foi construída em 1680, sobre os alicerces do Forte de São Jorge. A capela-mor do templo tem o formato de uma abóbada semi-esférica, e é revestida de azulejos lusos raríssimos.

## O Forte de São Jorge
Em 1630, o Forte de São Jorge, comandado pelo capitão Antônio de Lima, resistiu heroicamente ao desembarque holandês, bombardeando-lhe os navios, durante mais de vinte dias. Apesar de contar com a presença de apenas trinta e sete homens, a qualidade da defesa e a coragem dos combatentes pernambucanos fez com que os invasores (em quantidade maior de homens e mais bem armados) suspeitassem que naquele forte estivesse presente uma tropa mais numerosa. Capitularam somente quando as suas muralhas vieram abaixo, e já havia morrido um quantitativo considerável de soldados.
Alguns escritores holandeses ressaltaram, na época, a resistência encontrada junto ao Forte de São Jorge, dizendo que os pernambucanos, nisto, realizaram verdadeiras maravilhas. Com a expulsão dos holandeses, em 1654, ninguém mais falava do Forte São Jorge. Uma única referência é encontrada em relação a ele, como o Forte de Terra situado entre o Forte do Brum e as baterias do Porto do Recife.
Quando foi abandonado em ruínas, o governador Aires de Souza Castro doou o Forte de São Jorge ao capitão-mor João do Rego Barros, mediante uma carta de sesmaria datada de 31 de maio de 1679. Contudo, a carta fazia uma ressalva importante: naquele local era para ser fundada uma igreja em homenagem a Nossa Senhora do Pilar.

## A Igreja
Nas obras de construção da igreja, o capitão-mor utilizou todo o material do forte demolido: as antigas muralhas, os tijolos e as pedras.
Fala-se que João do Rego Barros teve que ir a Portugal prestar conta do dinheiro gasto nas obras e, como a contabilidade não estava correta, ele temia que os portugueses não aprovassem o orçamento gasto.
Recorrendo à Nossa Senhora do Pilar, e conseguindo livrar-se do problema, o capitão mandou fazer uma imagem da santa na cidade do Porto, ao norte de Portugal, e colocou-a no templo. Na época, muitos pernambucanos acreditavam, inclusive, que ela era uma das santas mais milagrosas.
Tendo sido preso e recolhido ao Forte do Brum, por seu envolvimento na Guerra dos Mascates, João do Rêgo Barros falece em 1712, sendo enterrado em local não identificado, na Igreja de Nossa Senhora do Pilar.
A data registrada na fachada da igreja - 1899 - diz respeito ao ano em que a mesma foi reparada. A obra, conduzida pelo padre João Augusto do Nascimento, foi efetuada pelos próprios moradores de Fora-de-Portas - denominação pela qual era chamada a antiga zona do bairro do Recife.